# Nos folles tantes à Hawaï
Pour plus de détails, voir Fiche technique et Distribution.
Nos folles tantes à Hawaï (Unsere tollen Tanten in der Südsee) est un film autrichien réalisé par Rolf Olsen, sorti en 1964.
Nos folles tantes à Hawaï est la suite et la fin de Nos tantes en folie et Nos folles nièces.

## Synopsis
Les Sonny Boys Max Rettich, Gus Sunday, Pitt van Rees, Hyacinth et Paul sont en route pour Kaioli, où leurs connaissances Susi Güden, Felicitas et Evi les attendent. Susi Güden et Pitt sont en couple depuis deux ans et le père de Susi a maintenant obtenu un engagement aux musiciens dans l'hôtel récemment ouvert de Miss Parker. Bien qu'elle ait déjà promis l'engagement à un groupe d'Italie, elle a dû se plier aux instructions de M. Güden. Un des Italiens a ordonné à des gangsters d'arrêter les Sonny Boys. Le groupe est en difficulté. Lorsque le pilote tombe en panne avec une attaque de fièvre, Max doit atterrir à Omahu à l'autre bout de l'île. À bord, outre les musiciens, se trouve la riche Aglaya Schultz. Elle organise chez Slim Fergusson, le pilote d'Omahu, qui devrait amener tous les bus par correspondance à Kaioli. Le trajet mène à travers la jungle profonde et n'est pas sans danger, car les Meri-Meri natifs ont redécouvert leurs racines traditionnelles sous la direction du guérisseur Wudu-Budu. Ceux-ci consistent entre autres dans la chasse aux hommes blancs qu'ils veulent sacrifier. Ils tendent une embuscade au car postal et capturent Slim. Ils vénèrent Aglaya comme une déesse blanche et veut faire d'elle la nouvelle épouse préférée du chef. Max, Gus, Pitt, Hyacinth et Paul se rendent compte que les femmes ne seront pas blessées, et se glissent dans leurs costumes de tante, qu'elles ont porté jusqu'à présent, surtout dans les spectacles. La mascarade réussit et les femmes présumées sont emmenées au camp tribal. Ils décident de sauver Slim.
Le plan de Meri-Meri est d'aller pêcher le lendemain et ensuite de sacrifier Slim. Max tente d'explorer la région dans un costume de gorille, mais est découvert par les gangsters qui sont censés arrêter le groupe. Ils lui donnent un sédatif, mais fuient quand Max enlève le masque de gorille. Les gangsters ne cherchent pas seulement la troupe, mais aussi un trésor de perles supposé des Meri-Meri. Ils pensent que les musiciens sont aussi après les perles.
Le lendemain matin, Susi, Evi et Felicitas s'inquiètent que les musiciens ne soient pas arrivés. Secrètement, ils s'habillent comme des hommes en vêtements tropicaux et vont dans la jungle. Elles sont capturées et emprisonnées par les Meri-Meri. Pitt ouvre secrètement les cellules de la prison, tandis que Max sert aux Meri-Leri de l'essence en faisant croire à un élixir d'amour. Après que les Meri-Meri aient bu l'essence, le chaos éclate, ce qui permet que les hommes et les femmes de s'échapper sans coordination. Max, Gus, Pitt, Hyacinth et Paul sont capturés par les gangsters, mais peu après sauvés par un Tarzan nommé Zongo. Ils trouvent la voiture avec laquelle les trois femmes sont venues dans la jungle puis rencontrent Susi, Evi, Felicitas et Slim. Même Mliss Parker, qui recherchait les jeunes femmes, apparaît et s'indigne. Le père de Susi, cependant, s'amuse de toute l'histoire et donc les Sonny Boys se produisent à la cérémonie d'inauguration à la fin, entre autres choses, comme des femmes en jupes, et chantent une chanson.

## Fiche technique
- Titre français : Nos folles tantes à Hawaï[1]
- Titre original : Unsere tollen Tanten in der Südsee
- Réalisation : Rolf Olsen assisté d'Elly Rauch
- Scénario : Rolf Olsen
- Musique : Erwin Halletz
- Direction artistique : Leo Metzenbauer, Ferry Windberger
- Costumes : Helga Billian, Gerdago
- Photographie : Karl Löb
- Montage : Karl Aulitzky
- Production : Karl Spiehs
- Société de production : Wiener Stadthalle
- Société de distribution : Constantin Film
- Pays d'origine :  Autriche
- Langue : allemand
- Format : Couleur - 1,66:1 - Mono - 35 mm
- Genre : Comédie
- Durée : 88 minutes
- Dates de sortie :
  - Allemagne : 14 février 1964.
  - France : 18 mars 1966[1].

## Distribution
- Gunther Philipp : Max Rettich
- Gus Backus : Gus Sunday
- Udo Jürgens : Pitt van Rees
- Kurt Großkurth : Hyacinth
- Wolfgang Jansen : Paul
- Chris Howland : Slim Fergusson
- Barbara Frey : Susi Güden
- Ruth Stephan : Felicitas
- Trude Herr : Aglaja Schultz
- Guggi Löwinger (de) : Evi
- Elfie Fiegert : Lailani
- Ady Berber : Wudu-Budu
- Rolf Olsen : Le chef des gangsters
- Al Fats Edwards : Le chef des Meri-Meri
- Ilse Peternell : Miss Parker
- Herbert Prikopa : Amadeo, l'aubergiste